# Michael Hayden
Michael Vincent Hayden (Pittsburgh, Pensilvania, 17 de marzo de 1945), es un general retirado de la Fuerza Aérea de los Estados Unidos y hasta el 12 de febrero de 2009 fue director de la CIA. Como director de la CIA fue responsable de monitorear las actividades diarias del programa de inteligencia de la nación. Entre 1999-2005 sirvió como director de la Agencia de seguridad nacional de los Estados Unidos (NSA por sus siglas en inglés). 
Luego de la renuncia de Porter J. Goss como director de la CIA, el presidente George W. Bush nominó a Hayden para que asumiera el cargo el 8 de mayo de 2006.

## Biografía
Michael Hayden nació en Pittsburgh, Pensilvania, donde su padre trabajó como soldador para una empresa manufacturera. Se graduó en una escuela católica de la ciudad. Obtuvo un título universitario en Historia en 1967 y una Maestría en Historia estadounidense moderna en 1969, ambos títulos de la Universidad de Duquesne, todo esto mientras trabajaba tiempo parcial como taxista para costearse los estudios. Hayden entró en servicio militar activo en 1969. Sirvió como comandante de la Agencia de inteligencia aérea, localizada en la base aérea de Lackland. También ha asumido cargos en el Pentágono. Fue quién hizo público las Joyas de la Familia.
Está casado y tiene 3 hijas con su esposa Jeanine.
- Datos: Q449604
- Multimedia: Michael Hayden / Q449604